# Palazzetto dello sport di Vasto
Il Palazzetto dello Sport di Vasto, noto come PalaBCC in virtù della sponsorizzazione da parte dell'omonima banca, è un'arena sportiva sita nel comune di Vasto che ospita le partite della squadra di basket locale, la BCC Vasto Basket. La struttura è stata inaugurata il 18 settembre 2007, dopo essere stata ristrutturata per i campionati femminili europei di pallacanestro.
Viene prevalentemente impiegato per eventi di pallacanestro, concerti ed eventi teatrali. Ha una capienza di circa 1700 spettatori a sedere.

## Storia
L'impianto fu inaugurato nel 1982 e da subito impiegato come palazzetto per le partite della squadra locale di pallacanestro. Il 21 gennaio del 1988 l'impianto ospitò un incontro mondiale di pugilato, mentre nel 1999 ospitò i campionati europei under-17 di hockey su pista.
Nel 2007, in occasione dei campionati europei femminili di quell'anno, venne ristrutturato ed impiegato per ospitare le partite del gruppo A e del gruppo E.
Dal 2009 il PalaBCC è gestito direttamente dall'Associazione Vasto Basket e ospita le partite della squadra di pallacanestro locale. Nello stesso anno ha ospitato gli eventi di pallavolo femminile dei Giochi del Mediterraneo. Tra il 14 e il 20 giugno 2010 ha ospitato le finali nazionali maschili del campionato di pallacanestro under-17, a cui partecipò Carlton Myers in qualità di osservatore. Il 5 febbraio 2011 ha ospitato uno stage tecnico dell'Italia under 17.
Il 30 dicembre 2013 fu sede di un torneo quadrangolare di Serie A1 di pallavolo, mentre nel 2022 ospitò il campionato europeo maschile under-20. Dalla stagione 2024-2025 ospita le partite della Tenaglia Abruzzo Volley, militante nella Serie A2 femminile.

## Attività extrasportive
Di seguito una lista di alcuni eventi ospitati dall'impianto:
- 12 dicembre 2009: PFM, PFM canta De Andrè
- 26 gennaio 2010: recital di Corrado Guzzanti
- 27 marzo 2010: Stadio, Vacciniamoci con la musica
- 21 dicembre 2010: Gabriele Cirilli, Paolo Migone e Gene Gnocchi
- 21 aprile 2011: Stappi..amo e raccogli...amo, evento di beneficenza AIRC